# 鄭桓公
鄭桓公（？—？），姬姓，名友，或稱多父，是中國周代鄭國的開國君主。

## 出身
傳世經典文獻中，《史记》称他是周厉王的兒子，周宣王的弟弟。《左傳》亦稱鄭國以厲王為祖。唯《國語》稱「鄭出自宣王」，不過韋昭注釋為鄭國封出于周宣王時。
已失傳的《竹书纪年》對鄭桓公的身世説法保存在《水經注·洧水》中，但由於文字傳抄訛誤，變成了「同惠王子多父」。唐代劉知幾的《史通》提到《竹書紀年》稱「鄭桓公厲王之子」，但劉知幾要舉出的是《竹書紀年》與經典文獻的不同之處，雷學淇等人因此主張《竹書紀年》原本的記載是鄭桓公為宣王之子。張以仁指出，「厲」訛變為「惠」遠比「宣」訛變為「惠」的可能性大得多。又有學者提出或爲劉知幾據《國語》「鄭出自宣王」等文誤會鄭桓公為宣王之子，不宜據此妄改《水經注》所引《紀年》。

## 問策逃死
前806年，周宣王封鄭桓公於鄭（今陝西省渭南市華州区東北）。周幽王八年，桓公被委任為司徒，得到百姓愛戴。一年後，桓公深感周地局勢不穩，詢問周太史伯「逃死」之策。史伯指出河洛之間的虢、鄶之君驕貪，鄭桓公可以用財物向兩國買來土地。等到周王室動亂傾覆后，虢、鄶必然背叛桓公，届時桓公如果憑藉成周的人馬奉辭伐罪，定能攻滅。
鄭桓公表示欲把封國遷至南方長江流域或謝（今河南省南阳市宛城区）以西，史伯表示周朝衰敗後楚國將於南方興起，遷至長江附近會使國家處於不利之地；又稱謝地以西的人民性格貪婪殘忍，不可親近，只有謝、郟之間國君驕奢、人民懈怠，容易攻取而且能長治久安。史伯又說如今申國、繒國等諸侯和西戎勢強，而王室如今動蕩不安，恐怕不出三年就要滅亡，勸桓公早做準備、以免禍及己身。
桓公聽從史伯的建議，以財物向虢、鄶等十邑購買土地，預備為新鄭國的领土。

## 出周東遷
周幽王十一年，西戎攻陷镐京，殺周幽王。一般根據《史記》的說法，鄭桓公因勤王被殺，其子掘突繼位，是為鄭武公。《漢書》亦說鄭桓公死後，鄭武公與平王東遷，滅了虢、鄶二國。
然而，《左傳》《韓非子》《清華簡》等先秦文獻卻說鄭桓公成功出周滅鄶。尤其是《漢書》臣瓚注明確表示滅鄶、虢二國乃是鄭桓公在周幽王死後完成的，其內容可與《竹書紀年》的記載相參照。沈長雲等人提出，《國語·鄭語》「十一年而斃」說的是周王室的覆亡，司馬遷誤會成了鄭桓公之死；鄭桓公並未死於幽王之難，而是棄周東遷。

## 影视形象
- 1996年上映的电视剧《東周列國·春秋篇》中，鄭桓公由秦漢飾演。